# 笹野一刀彫

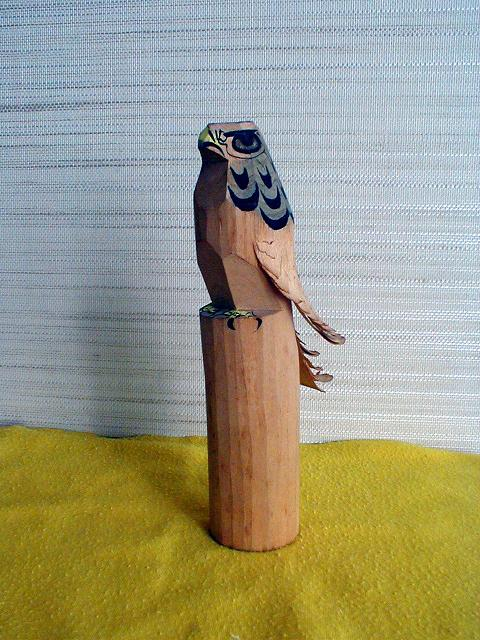
笹野一刀彫の『お鷹ポッポ』

笹野一刀彫（ささのいっとうぼり）は、山形県米沢市に伝わる木彫工芸品。

## 概要
コシアブラの丸木を、サルキリと呼ばれる刃物で削って簡単な彩色を施したもので、米沢市笹野地区の農民によって伝統的に製作されてきた。代表的な題材は「お鷹ポッポ」と呼ばれる鷹の彫物で、この他に「鶏」(1969年年賀切手図案)や「もちつきウサギ」、「蘇民将来」、「恵比寿・大黒」、「笠かむり農婦」、「カメ」、「せきれい」などがある。

## 歴史
- 地元の伝承では、806年（大同元年）開基とされる笹野観音堂の創建当時から火伏せのお守り・縁起物として伝わり、1000年以上の伝統があるとされている[3]。
- 近世後期には、米沢藩主の上杉鷹山による産業振興策の一環で、農民の冬季の副業として笹野彫が奨励され、その伝統が現在まで続いた結果、少数の工人と共に農家の副業として製作されている[3]。

## 製作者
- 1971年、笹野地区の他に、簗沢、高畠町の工人約130名が笹野彫協同組合を結成した。以降、製作者は減少傾向にあり、2005年頃には35名にまで減っている[3]。同組合は「笹野彫」(登録番号4488182)、「笹野一刀彫」(登録番号4488183)の団体商標権利者[4][5]となっている。
- 著名な工人として、1895年生まれの情野辰蔵がおり、1973年には県から齋藤茂吉文化賞（第19回）を受けている[6]。これに次ぐ世代としては、1924年生まれの加藤孝吉が、伝統工芸の職人としてしばしば取り上げられる[7][8]。

## 笹野民芸館
- 笹野一刀彫を中心とした、米沢の伝統工芸振興のために開設された。笹野彫協同組合が運営[9]している。
- 民芸品・木工品等の陳列販売の他、土日には笹野一刀彫の作業風景を見学することもできる。また、お鷹ぽっぽの絵付け体験教室もある[10](要予約[9])。
- 経済産業省東北経済産業局の広域観光圏整備計画においては、笹野一刀彫と笹野民芸館は「米沢地区（山形県）を中心とする産業観光のテーマ例 - 上杉米沢藩の伝統を受け継ぐ伝統と歴史的工芸等の産業資源[11]」と位置づけられている。